# Балаев, Руслан
Русла́н Бала́ев (род. 1962) — советский штангист, чемпион СССР, обладатель Кубка СССР, призёр чемпионата Европы, чемпион Игр доброй воли 1986 года, мастер спорта СССР международного класса.

## Биография
Родился в 1962 году. Подростком занялся тяжёлой атлетикой. Его тренером был Ибрагим Кодзоев. Выступал в категории до 100 кг. Был чемпионом СССР, обладателем Кубка СССР, чемпионом Игр доброй воли 1986 года.
В 1988 году окончил Военный институт физкультуры, капитан Советской армии.
13 марта 1995 года Руслан Балаев был арестован по подозрению в грабеже. Ему вменялось в вину нападение на директора ТОО «Триумвират» Ибрагимова. 10 июня 1996 года Балаева отпустили под подписку о невыезде.
В декабре 2008 года был назначен министром по физической культуре, спорту и туризму Ингушетии.
Оказывал большую помощь Асламбеку Эдиеву как тренер и спонсор. Благодаря этому Эдиев смог продолжить спортивную карьеру.

## Спортивные достижения
- Чемпион СССР 1983 года в толчке (227,5 кг);
- Бронзовый призёр чемпионата СССР 1984 года (187,5+237,5=425 кг);
- 2-кратный обладатель Кубка СССР (1985, 1986);
- Чемпион Игр доброй воли 1986 года (185+227,5=412,5);
- 4-е место на чемпионате мира 1986 года (182,5+225=407,5);

## Семья
Племянник Хас-Магомед Балаев (2000) — российский тяжелоатлет, призёр чемпионатов России и розыгрыша Кубка России.